# Scopula antankarana
Scopula antankarana är en fjärilsart som beskrevs av Claude Herbulot 1955. Scopula antankarana ingår i släktet Scopula och familjen mätare. Inga underarter finns listade.